# X-Men: Days of Future Past
X-Men: Days of Future Past - literalment "homes-X: dies del futur passat" - és una pel·lícula de la saga X-Men dirigida per Bryan Singer que suposa ser el nexe entre els lliuraments originals i la pel·lícula acabada d'estrenar, convertint-se en la seqüela de X-Men: The Last Stand, X-Men: First Class i també de The Wolverine a través de l'última escena, a la vegada que corregeix discrepàncies argumentals entre les pel·lícules anteriors. Es va estrenar als Estats Units i altres països el 23 de maig de 2014. La pel·lícula es va convertir en el més exitosa fins al moment de la franquícia mutant.
La pel·lícula reuneix a l'elenc de la trilogia original com Sir Ian McKellen (Magneto), Patrick Stewart (Professor X), Hugh Jackman (Wolverine), Halle Berry (Storm) i Ellen Page (Kitty Pryde) amb el repartiment de la segona saga com James McAvoy (Professor X), Michael Fassbender (Magneto) i Jennifer Lawrence (Mystique) en les versions del passat dels seus personatges.

## Rodatge
Davant d'un intent inicial de començar a gravar el gener de 2013, a l'agost de 2012 es va anunciar que el rodatge començaria a l'abril de 2013, sabent més tard que començaria el 15 i que tindria lloc a Montreal.
Tot i que el rodatge es va realitzar al Canadà, Bryan Singer va esmentar a CineEurope que aquesta pel·lícula tindria un estil més internacional amb una ambientació també en països com Rússia, la Xina i el Japó.
Malgrat que es va informar que el rodatge duraria aproximadament fins a l'octubre, finalment el rodatge va acabar en 18 d'agost, per tornar a fer alguns reshoots a Montreal el novembre.

## Preproducció
Des del mes de juny de 2012 ja se sabia que 20th Century Fox havia registrat el títol X-Men: Days of Future Past a la MPAA (Motion Picture Association of America) per a la pel·lícula, el qual va ser confirmat pel productor de la pel·lícula Bryan Singer a IGN Movies en una entrevista.
Originalment la pel·lícula anava a ser dirigida per Matthew Vaughn, el responsable de X-Men: First Class, però el 25 d'octubre de 2012 es va anunciar que abandonava10 el projecte com a director i el treball va arribar a mans de Bryan Singer, director de X-Men (2000) i X-Men 2 (2003) qui després de més de 10 anys torna a dirigir una pel·lícula d'aquest grup de superherois després d'haver declinat a dirigir X-Men: La decisió final (2006) per treballar en Superman Returns encara que posteriorment sí que va participar en X-Men: First Class com a guionista. No obstant això Matthew no va abandonar el projecte del tot, ja que es va mantenir com a productor. Curiosament el 2004, quan Bryan Singer va abandonar el lloc de director de X-Men 3, Matthew va ser el primer reemplaçament escollit però també va haver d'abandonar i va ser substituït per Brett Ratner.
En una entrevista a Empire publicada el 28 de gener de 2013,11 Bryan Singer va esmentar com una conversa de 2 hores amb James Cameron el va ajudar en el difícil treball d'unir totes les trames creades pel viatge en el temps i els multiversos per derivar en una pel·lícula de la qual el mateix va dir:
| «              | És èpica. No crec que la gent s'adoni del gran que serà aquesta pel·lícula. | » |
| — Bryan Singer |                                                                             |   |

És important matisar que a principis dels anys 90 James Cameron va estar a punt de produir la primera pel·lícula sobre els X-Men amb la seva llavors esposa Kathryn Bigelow com a guionista i directora. En l'entrevista Bryan també va confirmar que tot i que és impossible adaptar tots els detalls i històries del còmic homònim sí que van a incloure algunes de les parts més excitants, sense matisar quals seran, i ha assegurat que seguirà amb el vostre compte de Twitter per publicar anuncis oficials, mitigant així falsos rumors.
Richard Stammers, supervisor d'efectes especials de Prometheus, va anunciar que estava treballant en la pel·lícula i Bryan Singer va comentar en una entrevista a la MTV que després d'haver experimentat amb la tecnologia de captura de moviment en Jack the Giant Slayer estava planejant introduir-la en la pel·lícula d'una forma diferent. Bryan també va confirmar que la pel·lícula seria rodada en 3D, però que no utilitzaria el format 3D HFR, i amb multicàmara.

## Repartiment
| Personatge                       | Actor/actriu           | Actor/actriu    | Actor/actriu           |
| Personatge                       | 1973                   | 2023            | 2023 Paral·lel         |
| -------------------------------- | ---------------------- | --------------- | ---------------------- |
| James "Logan" Howlett/Wolverine  | Hugh Jackman           | Hugh Jackman    | Hugh Jackman           |
| Charles Xavier/Professor X       | James McAvoy           | Patrick Stewart | Patrick Stewart        |
| Erik Lehnsherr/Magneto           | Michael Fassbender     | Ian McKellen    | Ian McKellen           |
| Raven Darkholme/Mystique         | Jennifer Lawrence      |                 |                        |
| Ororo Munroe/Storm               |                        | Halle Berry     | Halle Berry            |
| Hank McCoy/Beast                 | Nicholas Hoult         |                 | Kelsey Grammer (cameo) |
| Marie D'Ancanto/Rogue            |                        | Anna Paquin     | Anna Paquin            |
| Peter Maximoff/Quicksilver       | Evan Peters            |                 |                        |
| Bolivar Trask                    | Peter Dinklage         |                 |                        |
| Bobby Drake/Iceman               |                        | Shawn Ashmore   | Shawn Ashmore          |
| Peter Rasputin/Colossus          |                        | Daniel Cudmore  | Daniel Cudmore         |
| Kitty Pryde/Shadowcat            |                        | Ellen Page      | Ellen Page             |
| Clarice Ferguson/Blink           |                        | Fan Bingbing    |                        |
| James Proudstar/Warpath          |                        | Booboo Stewart  |                        |
| Lucas Bishop/Bishop              |                        | Omar Sy         |                        |
| Roberto "Bobby" da Costa/Sunspot |                        | Adan Canto      |                        |
| Alex Summers/Havok               | Lucas Till (cameo)     |                 |                        |
| William Stryker                  | Josh Helman (cameo)    |                 |                        |
| Mortimer Toynbee/Toad            | Evan Jonigkeit (cameo) |                 |                        |
| Eric Gitter/Ink                  | Gregg Lowe (cameo)     |                 |                        |
| Richard Nixon                    | Mark Camacho           |                 |                        |
| Jean Grey                        |                        |                 | Famke Janssen (cameo)  |
| Scott Summers/Cyclops            |                        |                 | James Marsden (cameo)  |
| En Sabah Nur                     |                        |                 | Brendan Pedder (cameo) |